# Prachttaucher
Der Prachttaucher (Gavia arctica) ist eine Vogelart aus der Gattung der Seetaucher (Gavia). Die Art brütet in der nördlichsten gemäßigten Zone, der Tundra und der Taiga Eurasiens sowie dem äußersten Westen Alaskas und kann auf dem Zug vor allem im Herbst sowie im Winter auch in Mitteleuropa regelmäßig beobachtet werden. Wie andere Seetaucher wirkt er aus der Entfernung betrachtet zweifarbig. Die Körperoberseite ist insgesamt dunkel, die Körperunterseite dagegen weiß.
Die Art bildet mit dem Pazifiktaucher eine Superspezies. Im Nordosten Sibiriens und Westen Alaskas gibt es lokal sympatrische Brutvorkommen dieser beiden Arten. In diesen Gebieten kommt es gelegentlich zu Hybriden.
Gesicherte Angaben zu Bestandstrends des Prachttauchers gibt es nicht. Der Weltbestand wurde von der IUCN im Jahr 2002 sehr grob auf 130.000 bis 2,0 Millionen Individuen geschätzt. Insgesamt gilt die Art als ungefährdet.

## Beschreibung

Brutkleid (oben) und Schlichtkleid (unten)

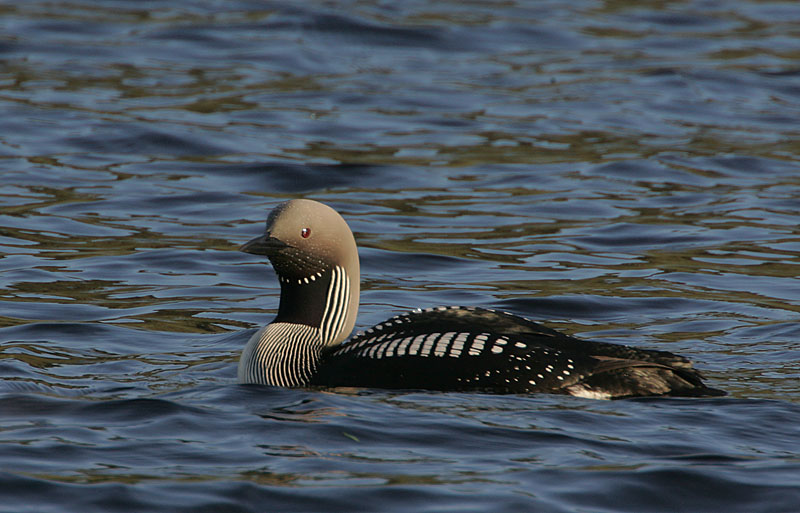
Prachttaucher, Schottland

Der Prachttaucher zählt zu den kleineren Arten der Gattung Gavia. Er ist etwas größer als der Sterntaucher jedoch merklich kleiner als der Gelbschnabel-Eistaucher und der Eistaucher.
Der Prachttaucher erreicht eine Körperlänge von 63 bis 75 cm und eine Spannweite von 100 bis 122 cm. Zum Gewicht liegen bisher nur wenige Daten vor, in Russland wog ein Männchen zur Brutzeit 3310 g, drei Weibchen wogen 2040 bis 2470 g.
Im Prachtkleid ist die Art nur mit dem sehr ähnlichen und eng verwandten Pazifiktaucher verwechselbar, dessen Verbreitung jedoch auf Nordamerika beschränkt ist. Der Rücken und die Oberflügeldecken sind schwarzgrau, der obere Rücken zeigt auf diesem Grund dichte Reihen großer weißer Vierecke. Der Kopf und der Hinterhals sind grau; die Halsseiten und die Seiten der vorderen Brust sind fein schwarz-weiß gestreift. Kinn, Kehle und der Vorderhals sind scharf abgesetzt schwarz, an der Kehle befindet sich eine schmale Linie aus weißen Punkten. Brust, Bauch, die hinteren Flanken und die Unterflügeldecken sind rein weiß. Der Schnabel ist schwarzgrau, die Beine sind auf der Außenseite schwarz und auf der Innenseite grau, die Schwimmhäute sind grau oder fleischfarben.
Die Iris ist rot.
Im Schlichtkleid ist die gesamte Oberseite einfarbig schwarzgrau. Oberkopf, Hinterhals und Halsseiten sind grau; die unteren Kopfseiten, Kinn, Kehle und Vorderhals sind scharf abgesetzt weiß. Die grauen Halsseiten sind nach vorn oft dunkel begrenzt. Der Schnabel ist blassgrau, der Schnabelfirst ist dunkelgrau.
Das Jugendkleid ähnelt sehr dem Schlichtkleid, die Deckfedern der Oberseite sind jedoch mehr graubraun und fein hell gesäumt, so dass die Oberseite insgesamt deutlich gewellt erscheint. Die Iris ist braun. Das erste Dunenkleid ist dunkelbraun, die Körperunterseite der Küken ist etwas heller. Der Bauch ist grau und um das Auge verläuft ein undeutlich weißlicher Ring. Das zweite Dunenkleid ist ähnlich, jedoch insgesamt etwas heller. Der Bauch ist weißlich.
Im Schlicht- und im Jugendkleid sind Prachttaucher leicht mit anderen Seetauchern, vor allem aber mit dem nur wenig kleineren Sterntaucher zu verwechseln. Eindeutige Bestimmungsmerkmale des Prachttauchers im Vergleich zum Sterntaucher sind der etwas kräftigere und gerade Schnabel, der meist gerade gehaltene Kopf, die im Schlichtkleid nur etwa zur Hälfte weißen Halsseiten, der fehlende weiße Bereich vor dem Auge sowie der weiße Flankenfleck. Insgesamt ist die Färbung der Körperoberseite im Winterkleid eintöniger als beim Sterntaucher.

## Aktivitätsmuster und Fortbewegung

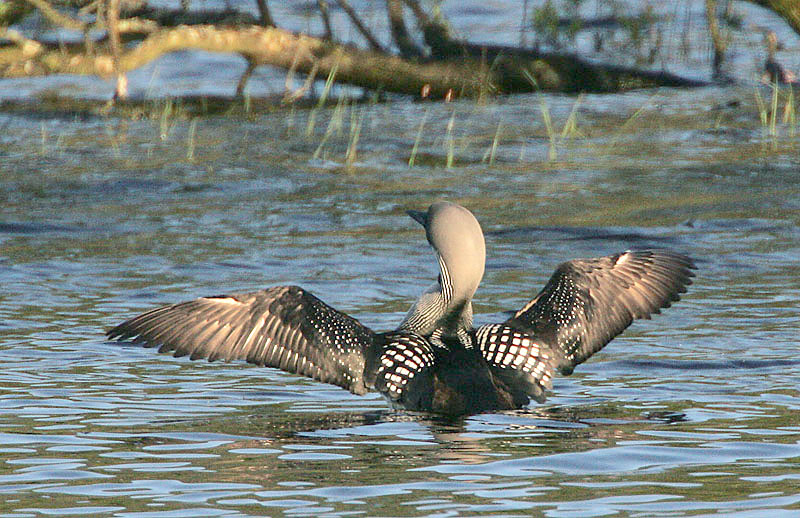
Prachttaucher, Schottland

Prachttaucher sind tagaktive Vögel. In ihrem nördlicheren Verbreitungsareal haben sie im Sommer, wenn es dort fast ganztägig hell ist, eine 24-stündige Aktivität. Sie ruhen lediglich einige Male während dieser 24 Stunden, meist gegen Mitternacht und in der Tagesmitte. Sie schlafen auf dem Wasser, der Kopf ist dabei auf den Rücken gelegt.
Prachttaucher benötigen zum Auffliegen einen langen Anlauf und starten in der Regel gegen den Wind. Sie fliegen ausschließlich vom Wasser aus auf, vom Erdboden aus können sie nicht auffliegen. Im Flugbild erinnert der Prachttaucher entfernt an eine große Ente. Durch die nach hinten gestreckten Beine und Füße wirkt er jedoch länger und kurzflügeliger. Der Flug ist geradlinig und schnell mit schnellen Flügelschlägen. Richtungswechsel im Flug erfolgen in weiten Bögen, zu jähen Richtungsänderungen ist der in der Luft wenig manövrierfähige Prachttaucher nicht in der Lage. Sie fliegen gewöhnlich einzeln. Miteinander verpaarte Vögel halten Abstand voneinander und fliegen häufig in unterschiedlichen Höhen. Während des Zuges fliegen Prachttaucher einzeln oder paarweise in Höhe zwischen 300 und 500 Metern.
An Land kommt der Prachttaucher nur äußerst selten, nur bei der Kopulation und manchmal bei der Kotablage. Auf Grund seines Körperbaus bewegt er sich dort nur mit großer Mühe fort. Er rutscht dann auf dem Bauch, indem er sich mit den Füßen vorwärts stemmt. Die Flügel nimmt er dabei ebenfalls zur Hilfe.
Im Wasser ist der Vogel dagegen gewandt. Er schwimmt verhältnismäßig hoch im Wasser. Ist er jedoch durch eine Gefahr beunruhigt, sinkt er im Wasser tiefer ein, so dass nur noch ein schmaler Streifen von Rücken und Hals und der Kopf zu sehen sind. Er ist ein guter Taucher, der bis zu 135 Sekunden unter der Wasseroberfläche bleiben kann. In der Regel währen die Tauchgänge aber nur 40 bis 50 Sekunden. Er kann eine Gewässertiefe von 45 bis 46 Meter erreichen.

## Lautäußerungen
Die Revierrufe sind recht variabel, am häufigsten ist ein weittragendes, flötendes "klooii-ko-klooii-ko-klooii-ko-klooii" zu hören. Die selten geäußerten Flugrufe ähneln denen von Gänsen und können mit "karr-arr-arr" umschrieben werden. Warnlaut ist ein scharfes Knarren.

## Verbreitung und Lebensraum

### Brutareal
Das Verbreitungsgebiet der Art umfasst die nördlichste gemäßigte Zone, die Tundra und die Taiga in Europa und Asien. In Nordamerika ist die Art während der Brutzeit auf den äußersten Westen Alaskas beschränkt.
In Europa kommt die Art im Norden Schottlands, in ganz Skandinavien, im nördlichen Baltikum sowie in Russland und dann in Asien nach Osten bis zur Pazifikküste vor. Zur Brutzeit bewohnt sie überwiegend größere Binnengewässer, seltener kleine Teiche.

### Wanderungen und Überwinterungsgebiete

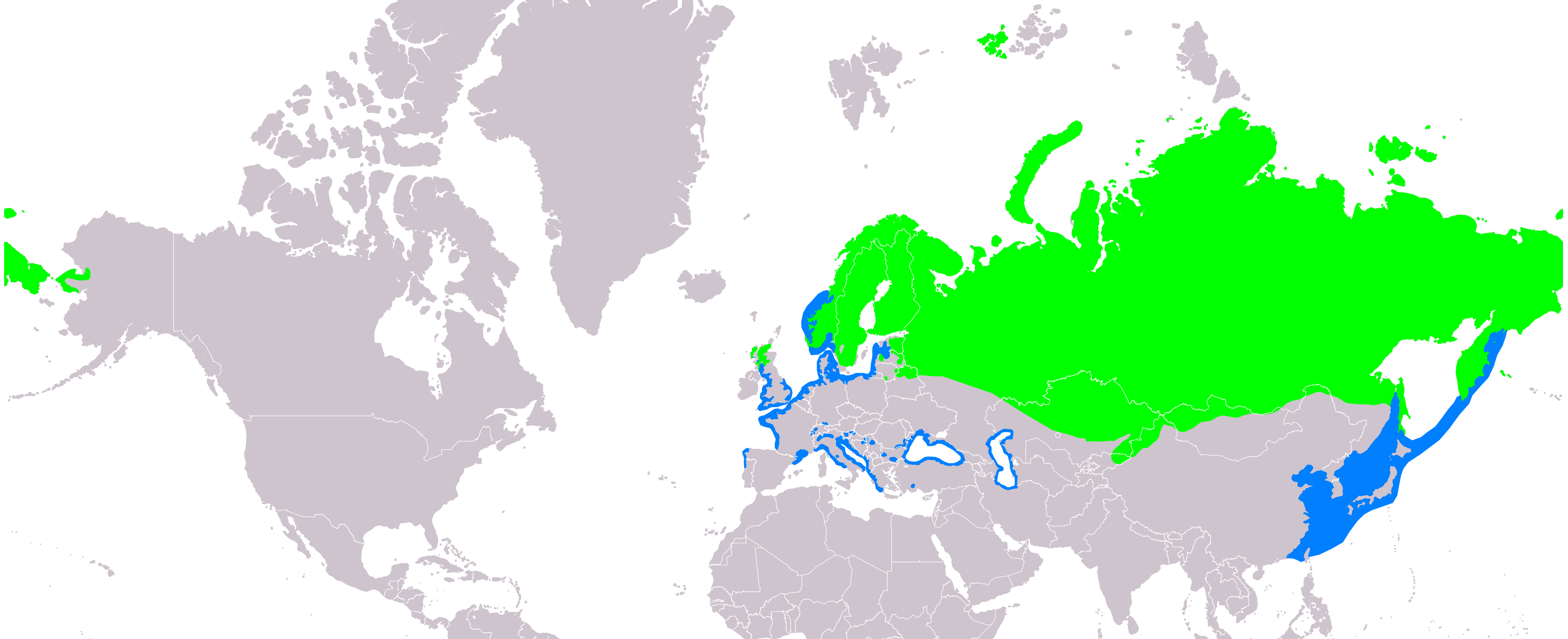
Verbreitung des Prachttauchers:
Brutgebiete
Überwinterungsgebiete

Prachttaucher sind überwiegend Strichvögel oder Kurzstreckenzieher. Frühjahrs- und Herbstzug erfolgen in einer breiten Front, so dass Prachttaucher dort auf geeigneten Gewässern anzutreffen sind. Wichtige Gebiete des Frühjahrdurchzuges sind die Ostsee, Estland, die Rigaer Bucht, Litauen, die Kurische Nehrung, der Nordosten Polens, die Westukraine und Moldawien. Auf dem Herbstzug hat neben den erwähnten Gebieten auch die Dwina- und Onegabucht des Weißen Meeres eine große Bedeutung.
Der Wegzug aus dem Brutgebiet beginnt frühestens Mitte Juli, meist im August oder September. In Europa überwintert die Art vor allem in der westlichen Ostsee, in der Nordsee und an der Küste des Atlantik von Norwegen bis zur Biskaya, im nördlichen Mittelmeer, auf dem Schwarzen Meer und dem Kaspischen Meer. In Asien überwintert der Prachttaucher an der Kaspiküste des Irans, an den Küsten Japans und Südostasiens. Vereinzelt sind sie auch an den Küsten von Kamtschatka und Sachalin anzutreffen. Sie überwintern gelegentlich auch in Transkaukasien und in Mittelasien, wo sie dann auf dem Aralsee und den Niederungen des Syrdarja anzutreffen sind. Einzelne Überwinterungsgäste überwintern auch an der amerikanischen Pazifikküste und erreichen dabei gelegentlich auch die Halbinsel Niederkalifornien.
Die Art wird während des Winterhalbjahrs im mitteleuropäischen Binnenland regelmäßig nachgewiesen, vor allem im Spätherbst und Winter von November bis Februar, seltener auf dem Heimzug im April und Mai. Die meisten Nachweise erfolgen hier auf größeren Seen. Die Ankunft im Brutgebiet erfolgt zwischen April und Juni.

### Lebensraum
Der Prachttaucher ist während der Brutzeit zwingend auf große und mittlere Seen angewiesen. Er findet solche geeignete Seen sowohl in unterschiedlichen Landschaften der nördlichen Tundra und Taiga, kommt aber auch vereinzelt bis in Halbwüsten und wüstenartigen Vorgebirgen wie beispielsweise dem Issyk-Kul im Süden seines Verbreitungsgebietes vor. Im Altai und im Sajan brütet er noch in Höhenlagen zwischen 2100 und 2300 Metern.
Seinen spezifischen Ansprüchen an den Lebensraum entsprechen vor allem die Niederungstundren mit ihrem dichten Netz unterschiedlich großer Seen, aber auch die Waldtundra und seenreiche Waldsteppen. Während des Zuges ist der Prachttaucher vor allem in Flusstälern, auf großen Seen und auf dem Meer anzutreffen. Noch nicht geschlechtsreife Prachttaucher und nicht brütende adulte Vögel übersommern auf dem Meer.
Bei den Brutgewässern handelt es sich gewöhnlich um Seen mit einer ausgedehnten freien Wasserfläche und gut ausgebildetem Schilfgürtel sowie einer reichen Unterwasservegetation. Sie sind aber auch in der Lage, strömungsarme Abschnitte kleiner Steppenflüsse zu nutzen. Das Gewässer muss keine geeigneten Beutetiere aufweisen, weil er zur Nahrungssuche auch andere Gewässer aufsucht. Anders als der Sterntaucher bevorzugt er jedoch solche Brutgewässer, an denen er auch nach Beutetieren tauchen kann.

## Ernährung
Die Nahrung wird tauchend erjagt und besteht überwiegend aus kleinen Fischen, daneben werden Frösche, Krebstiere, Mollusken und vermutlich auch Wasserinsekten erbeutet. Die Vögel sind ausgezeichnete Taucher, die in der Regel in Tiefen zwischen 2 und 6 m auf die Jagd gehen, es wurden jedoch auch schon Tauchtiefen bis über 40 m nachgewiesen. Die maximale Tauchzeit bei ihren Streifzügen beträgt 2 Minuten. Ihre Beute töten sie mit dem Schnabel durch kräftiges Zusammendrücken.
Zu den Beutefischen zählen Hering, Grundeln, Sandaal, Lodde, Sprotte und Dorsch. Unter den Süßwasserfischen zählen Barsch, Forelle, Weißfisch, Plötze, Ukelei, kleine Hechte und Karpfen zu ihren Beutetieren. Besonders während der Zeit der Jungenaufzucht, wenn sie zur Nahrungssuche meist auf ihren Brutseen verbleiben, fressen sie auch kleine Krebstiere. Meist handelt es sich dabei um Flohkrebse. Im Frühjahr nehmen sie ergänzend auch Wasserpflanzen und ihre Samen zu sich.

## Fortpflanzung
Prachttaucher erreichen ihre Geschlechtsreife nicht vor dem dritten Lebensjahr. Es sind monogame Vögel, die eine beständige Paarbeziehung eingehen. Daher ist der Balz sehr schlicht, ein gegenseitiges Schnabeleintauchen und Untertauchen, vordem dass das Weibchen auf dem Ufer hochklettert und sich begatten lässt. Kopulationen finden von dem ersten Tag nach Ankunft statt.

### Brutrevier und Nest

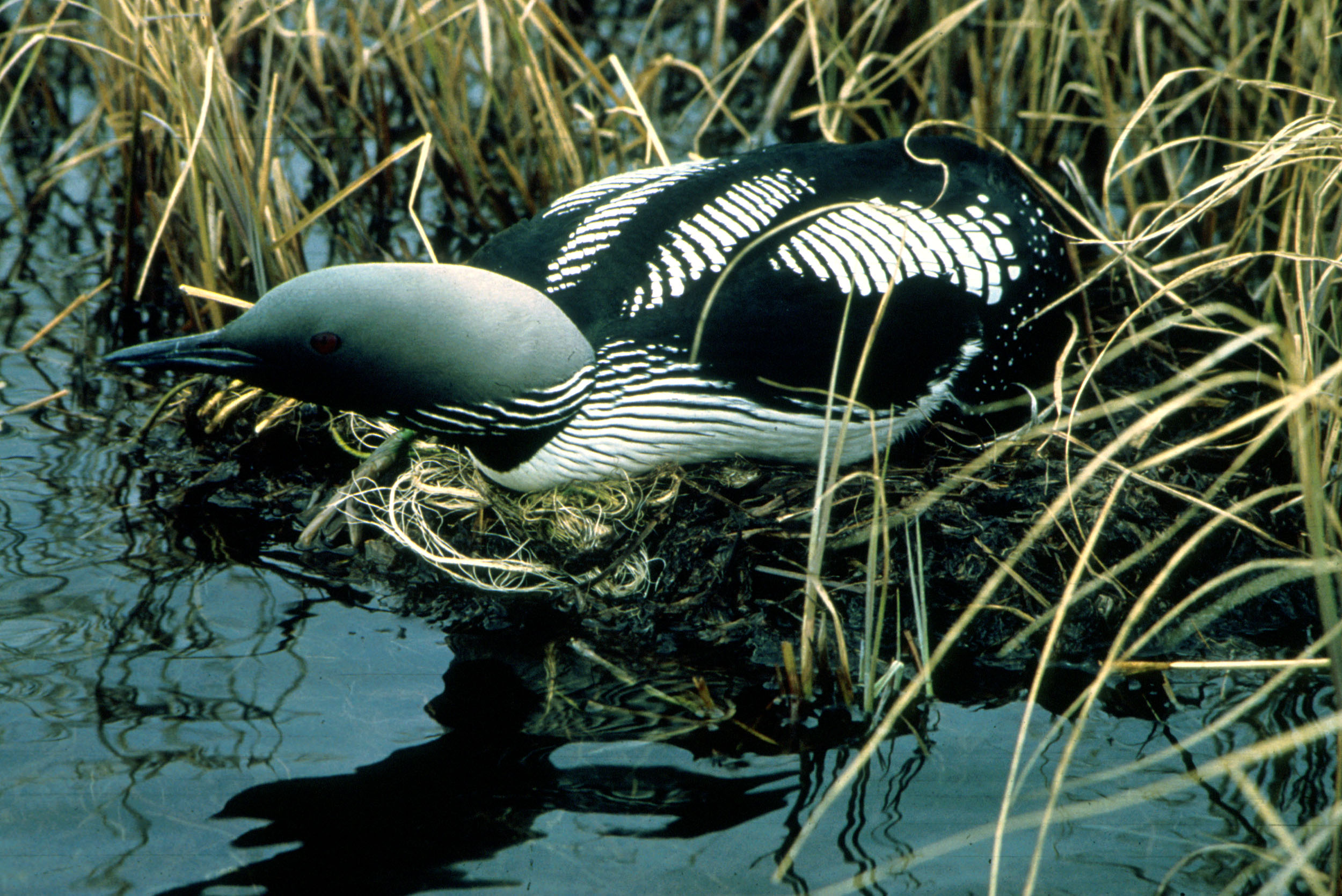

Das Revier wird mit kräftigen Rufen markiert (tu-tui, tui, tui), oft als Antwort auf dieselben Rufe von Nachbarn. An großen Seen sind die Brutreviere 50 bis 150 Hektar groß, das nächste Nest befindet sich in einem Abstand, der 200 bis 300 Meter nicht unterschreitet. Anders verhält es sich, wenn der Prachttaucher in einem dichten Netz kleiner Seen brütet. Hier sind die Nester häufig nur 50 bis 100 Meter voneinander entfernt. Generell ist der Prachttaucher ein sehr ortstreuer Vogel, der Jahr für Jahr an das gleiche Gewässer zur Brut zurückkehrt. Es wird gelegentlich sogar das gleiche Nest genutzt. Zur Reviermarkierung gehören neben den Rufen das paarweise Schwimmen mit gestrecktem Hals und geneigtem Kopf oder mit fast senkrecht aus dem Wasser gehobenem Vorderkörper und platschendes Schwimmen und Eintauchen.
Beide Elternvögel sind am Nistbau beteiligt. Den größeren Anteil hat jedoch das Weibchen. Die Niststandorte sind abhängig von dem jeweiligen Brutareal. An verhältnismäßig tiefen und oligotrophen Seen mit ausgeprägtem und verhältnismäßig trockenen Ufern werden oder an Seen mit einem breiten Gürtel aus Seggen entlang des Ufers befinden sich die Nester am Ufer in einer Entfernung von 30 bis 50 Zentimeter vom Gewässerrand. Gut bemerkbare Pfade führen vom Ufer zum Nest. Es ist der typischste Niststandort für Prachttaucher. Gelegentlich bauen sie ihre Nester aber auch im 10 bis 60 Zentimeter tiefen Flachwasser zwischen Segen- und Arctophila-Bülten. Das Nest ist dann ein grober Kegelstumpf aus Stängeln, Wurzelstöcken und Blättern von Wasserpflanzen. Die Nestbasis sitzt entweder am Grund auf oder wird halbschwimmend von den umgebenden Pflanzenstängeln gehalten. Auf großen, mit Schilf bewachsenen Seen, wie sie für die Waldsteppen- und Steppenzone typisch sind, bauen Prachttaucher ihre Nester auch auf Anschwemmungen von altem, dichtem und abgebrochenen Schilf mitten im tieferen Wasser. Sehr selten kommen auch echte Schwimmnester vor. Beim steigenden Wasserstand kann das Nest gradweise höher verlegt werden.

### Gelege und Jungvögel

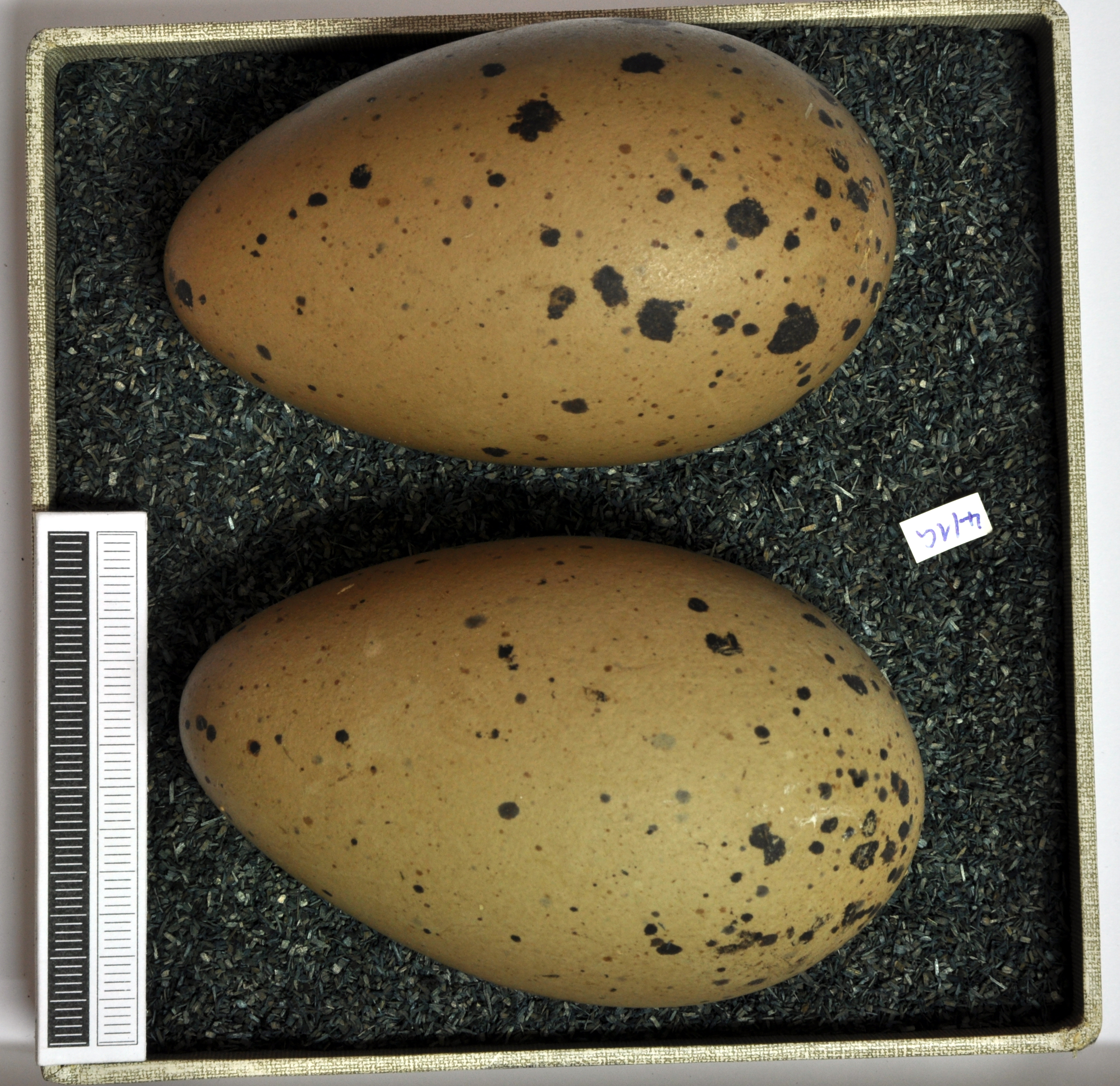
Gelege, Sammlung Museum Wiesbaden

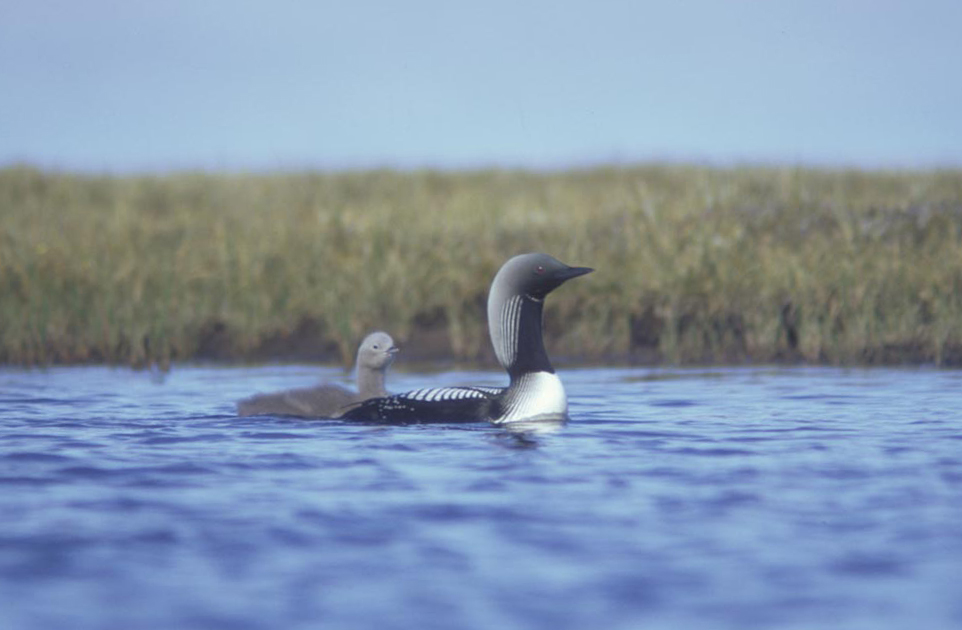
Prachttaucher mit Jungvogel

Der Beginn der Eiablage hängt von der geographischen Breite und den lokalen Frühjahrsbedingungen ab. Brutbeginn ist in Westeuropa, im mittleren Gürtel des europäischen Teils Russlands und in Kasachstan ab Mitte April bis Anfang Mai. Dagegen fällt der Brutbeginn in den Tundren des europäischen Nordens sowie in West- und Ostsibirien der Brutbeginn in die dritte Junidekade. Bei ungewöhnlich kaltem Wetter kann sich der Beginn der Eiablage sogar bis Mitte Juli hinauszögern. Prachttaucher ziehen im Jahr maximal eine Brut groß. Geht das Gelege zu Beginn der Bebrütungszeit verloren, sind sie in der Lage ein Nachgelege zu legen.
Das Gelege besteht meist aus zwei, nur sehr selten aus einem oder drei Eiern, die auf olivbraunem bis dunkelbraunem Grund dunkel gefleckt sind. Die Brutzeit dauert 27 bis 30 Tage. Beide Partnervögel brüten, allerdings ist der Anteil des Weibchens am Brutgeschäft bedeutend größer als der des Männchens. Die Brut beginnt nach der Ablage des ersten Eis. Die Küken schlüpfen asynchron. Sie verbleiben zunächst zwei bis drei Tage im Nest und werden dort von den Elternvögeln gehudert. Die Küken werden von beiden Eltern gefüttert. Sie streiten intensiv wenn sie nicht genügend gefüttert werden, und oft überlebt nur ein Junge. Sie sind im Alter von etwa fünf Wochen in der Lage, sich selbständig zu ernähren und sind mit ungefähr zwei Monaten flügge.

### Negative Einwirkungen
Raubmöwen und Großmöwen wie Silber- und Eismöwen plündern die Gelege, wenn diese von den Elternvögeln allein gelassen werden. Dies tritt vor allem dann ein, wenn die Prachttaucher durch Menschen beunruhigt werden und diese daraufhin ihr Nest verlassen. Es gilt als der wesentliche Grund, warum Prachttaucher in dichter vom Mensch besiedelten Regionen nicht mehr oder seltener vorkommt. Eine besondere Einwirkung hat außerdem der Polarfuchs. In Jahren, in denen Lemminge und Wühlmäuse rar sind, vernichten sie in einigen Regionen zwischen 90 und 100 Prozent der Prachttauchergelege.

## Prachttaucher und Mensch
In einigen Regionen des Verbreitungsgebietes sammelt die örtliche Bevölkerung Seetauchereier zum Verzehr. Dies gilt aber nicht als bestandsgefährdend. Als problematischer gilt, dass erwachsene Vögel in großer Zahl in aufgestellten Fischernetzen umkommen. Auf dem Meer stellt die Verunreinigung des Wassers durch Öl eine besondere Gefährdung von Prachttauchern dar. Prachttaucher gelten in einigen Regionen auch als Wildgeflügel, werden aber nicht gezielt gejagt, sondern sind in der Regel eher zufällige Beute.
Die früher vorkommende Verarbeitung in der Modeindustrie ist vollständig eingestellt. Früher war es durchaus üblich, Bälge von Prachttauchern für Damenhüte und für leichte Kragen zu verarbeiten.

## Belege

### Einzelbelege
1. ↑   Bauer et al., S. 197
2. ↑  V. D. Il'ičev, V. E. Flint (Hrsg.): Handbuch der Vögel der Sowjetunion - Band 1: Erforschungsgeschichte, Gaviiformes, Podicipediformes, Procellariiformes, 1985, S. 216
3. 1 2 3 4   Il'ičev, Flint (Hrsg.): Handbuch der Vögel der Sowjetunion - Band 1: Erforschungsgeschichte, Gaviiformes, Podicipediformes, Procellariiformes, 1985, S. 223
4. 1 2  V. D. Il'ičev, V. E. Flint (Hrsg.): Handbuch der Vögel der Sowjetunion - Band 1: Erforschungsgeschichte, Gaviiformes, Podicipediformes, Procellariiformes, 1985, S. 215
5. 1 2 3 4   Il'ičev & Flint (Hrsg.): Handbuch der Vögel der Sowjetunion - Band 1: Erforschungsgeschichte, Gaviiformes, Podicipediformes, Procellariiformes, 1985, S. 219
6. ↑  Lars Svensson, Peter J. Grant, Killian Mullarney, Dan Zetterström: Der neue Kosmos Vogelführer. Kosmos, Stuttgart; 1999: S. 13. ISBN 3-440-07720-9
7. 1 2  Jonathan Alderfer (Hrsg.): Complete Birds of North America, National Geographic, Washington D.C. 2006, ISBN 0-7922-4175-4, S. 60 und S. 61
8. 1 2  V. D. Il'ičev, V. E. Flint (Hrsg.): Handbuch der Vögel der Sowjetunion - Band 1: Erforschungsgeschichte, Gaviiformes, Podicipediformes, Procellariiformes, 1985, S. 218
9. ↑  Vögel an Meer und Küste. In: Vögel unserer Region. A6 020 06-07 (2). Atlas Verlag.
10. 1 2  V. D. Il'ičev, V. E. Flint (Hrsg.): Handbuch der Vögel der Sowjetunion - Band 1: Erforschungsgeschichte, Gaviiformes, Podicipediformes, Procellariiformes, 1985, S. 220
11. ↑  V. D. Il'ičev, V. E. Flint (Hrsg.): Handbuch der Vögel der Sowjetunion - Band 1: Erforschungsgeschichte, Gaviiformes, Podicipediformes, Procellariiformes, 1985, S. 220 und S. 222
12. ↑  Collin Harrison, Peter Castell: Jungvögel, Eier und Nester der Vögel Europas, Nordafrikas und des Mittleren Ostens. 2. Auflage. Aula, Wiebelsheim 2004, ISBN 3-89104-685-5. S. 31
13. ↑  V. D. Il'ičev, V. E. Flint(Hrsg.): Handbuch der Vögel der Sowjetunion - Band 1: Erforschungsgeschichte, Gaviiformes, Podicipediformes, Procellariiformes, 1985, S. 224